# Ákos Kovrig
Ákos Kovrig (* 2. Juni 1982) ist ein ungarischer Fußballspieler.

## Leben und Karriere
Kovrig begann seine Karriere beim Kecskeméti TE in seiner Heimat Ungarn. 2001 kam er als 19-Jähriger zu Vasas Budapest, wo er drei Jahre spielte. 2005 verließ der Mittelfeldspieler die Hauptstädter in Richtung Lombard Pápa. Neben vier Toren in 14 Ligaspielen, absolvierte er für den damaligen Erstligisten auch vier Spiele im UI-Cup. Nach einem halben Jahr wechselte Kovrig weiter nach Israel zu Maccabi Netanja, ehe er sich einen Monat später Hapoel Haifa anschloss, von wo er im Sommer zu seinem Stammklub Kecskeméti TE zurückkehrte.
2007 nahm er ein Angebot des österreichischen Bundesligisten SV Mattersburg an. Sein Debüt für die Burgenländer gab er am 11. Juli 2007 beim 2:1-Sieg gegen die SV Ried. Kovrig wurde in der 89. Minute für Thomas Wagner eingewechselt. Im Januar 2009 wurde sein Vertrag bei den Mattersburgern aufgelöst. Im Juni 2009 wurde bekannt, dass Kovrig zum Szolnoki MAV FC in die Heimat wechselt.